# Scorpiops viktoriae
Espèce
Synonymes
- Alloscorpiops viktoriae Lourenço & Košulic, 2018

Scorpiops viktoriae est une espèce de scorpions de la famille des Scorpiopidae.

## Distribution
Cette espèce est endémique de la région de Magway en Birmanie. Elle se rencontre vers Kyaukhtu.

## Description
La femelle holotype mesure 50,9 mm.

## Systématique et taxinomie
Cette espèce a été décrite sous le protonyme Alloscorpiops viktoriae par Lourenço et Košulic en 2018. Elle est placée dans le genre Scorpiops par Kovařík, Lowe, Stockmann et Šťáhlavský en 2020.

## Étymologie
Cette espèce est nommée en l'honneur de Viktorie Košuličová.

## Publication originale
- Lourenço & Košulic, 2018 : « A new remarkable species of Alloscorpiops Vachon, 1980 from Myanmar (Burma) (Scorpiones, Scorpiopidae). » ZooKeys, no 775, p. 47–58 (texte intégral).